# Chochołów-Aufstand

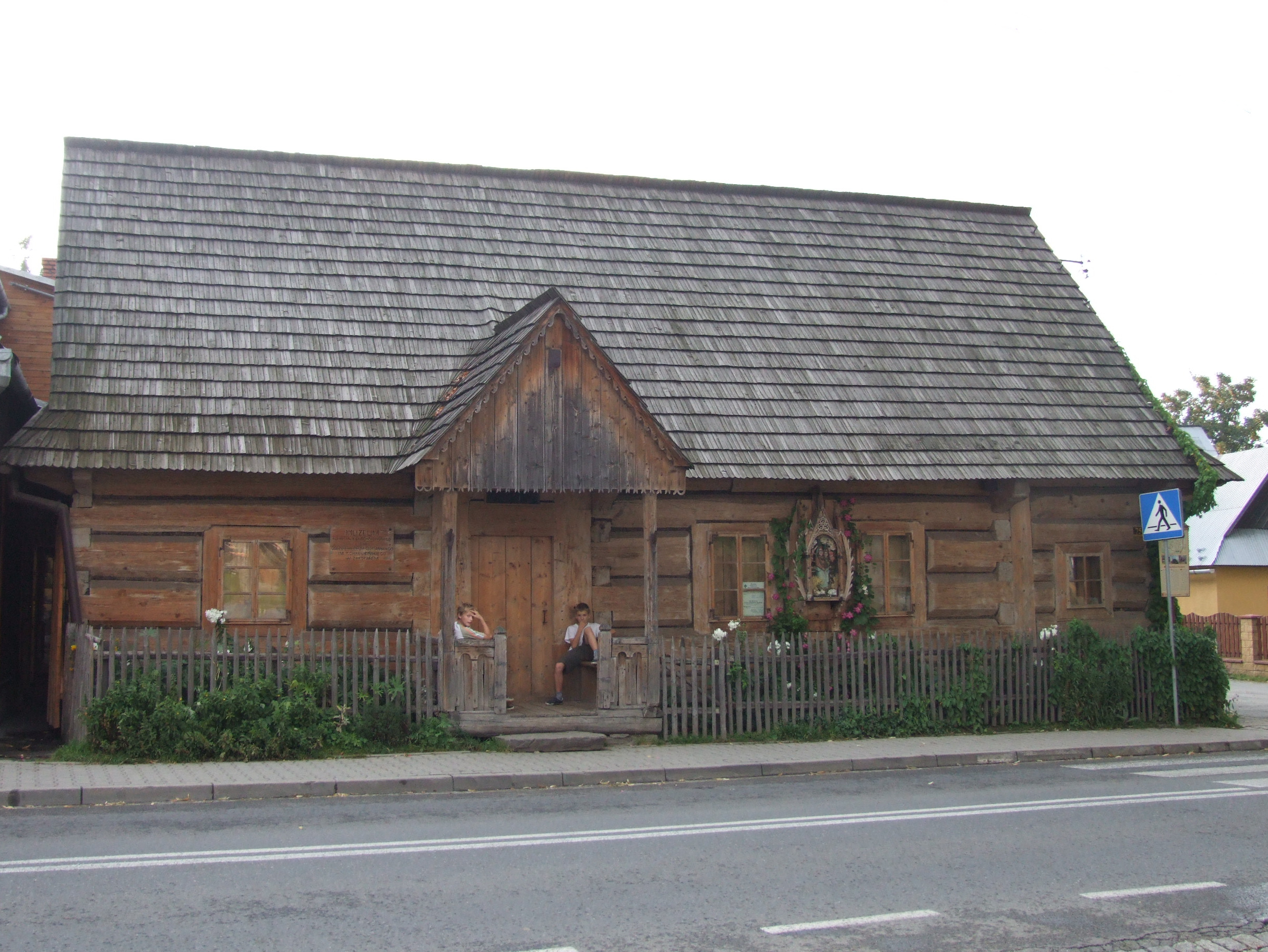
Museum des Aufstands in Chochołów

Der Chochołów-Aufstand vom 21. Februar 1846 sollte neben dem Krakauer Aufstand und dem Aufstand in der Provinz Posen Teil eines allgemeinen Krieges um die Wiederherstellung des polnischen Staates werden. Er blieb allerdings isoliert und wurde rasch niedergeschlagen. Er endete mit Übergriffen der erbuntertänigen Bauern gegen die polnischen Gutsbesitzer und der Annexion der Republik Krakau durch das Kaisertum Österreich.

## Vorgeschichte
In den polnischen Teilungsgebieten entstanden in den 1840er Jahren neue politische Organisationen mit dem Ziel einer Erneuerung des polnischen Staates. Darunter waren in Warschau und der Provinz Posen die „Demokratische Gesellschaft“. In Posen entstand auch der „Plebejische Bund“ um Walenty Stefański. Dieser strahlte auch nach Pommern und Westpreußen aus.
Im Frühjahr 1845 beschloss das Zentralkomitee in Posen, einen Aufstand vorzubereiten. Hauptgrund war die Befürchtung, dass politische Reformen der Teilungsmächte die polnische Identität verschütten könnten. Man plante in Posen und Galizien das dort stationierte preußische beziehungsweise österreichische Militär zu überfallen und im russischen Teil Polens einen Aufstand auszulösen. Dieser sollte in einen allgemeinen Krieg übergehen. Das Ziel war es, den polnischen Staat in den Grenzen vor den polnischen Teilungen wieder zu errichten. Im Januar 1846 wurde in Krakau die Bildung einer nationalen Regierung mit Karol Libelt an der Spitze beschlossen.

## Verlauf
Der Aufstand begann am 18. Februar 1846 in der Republik Krakau. Das von Karol Libelt verfasste „Krakauer Manifest“ vom 22. Februar 1846 kündigte eine Bauernbefreiung, die Unterstützung der Armen und die vollständige Gleichberechtigung der Juden an.
In der Nacht vom 21. auf den 22. Februar 1846 begannen die Podhalanie in der Region Podhale unter der Führung von Jan Kanty Andrusikiewicz, Julian Goslar, Józef Leopold Kmietowicz und Michał Głowacki den Aufstand mit der Besetzung mehrere Amtsgebäude der habsburgerischen Verwaltung in Chochołów, Ciche, Dzianisz und Witów.
Der Aufstand wurde von den habsburgischen Truppen ab dem 23. Februar 1846 niedergeschlagen und die Aufständischen in den Festungen Špilberk, Kufstein und Wiśnicz in Haft genommen. Die meisten kamen jedoch im Rahmen des Märzrevolution 1848 wieder frei. Einer der Teilnehmer am Aufstand war der Musiker und Bergführer Sabała.

## Folgen
Die Habsburger lenkten den Aufstand der galizischen Bauern unter Führung von Jakub Szela gegen den Kleinadel und es kam zu Massakern an Kleingutsbesitzern.